# Adam Thirlwell
Adam Thirlwell (ur. 22 sierpnia 1978 w Londynie) – brytyjski pisarz pochodzenia żydowskiego.
W 2000 ukończył studia licencjackie na New College w Oksfordzie. W 2007 został fellow czyli profesorem na All Souls College w Oksfordzie. Otrzymał nagrody literackie: Betty Trask Award (za debiut powieściowy Polityka trójkątów), Somerset Maugham Award (za książkę Miss Herbert) oraz E. M. Forster Award. Dwukrotnie znalazł się na liście dwudziestu najlepszych młodych brytyjskich powieściopisarzy magazynu Granta.

## Powieści
- Politics (2003; wydanie polskie 2005 Polityka trójkątów)
- The Escape (2009)
- Lurid & Cute (2015)

## Literatura faktu
- Miss Herbert (2007)

## Nowela
- Kapow! (2012)

## Opowiadanie
- Nigora w zbiorze The Book of Other People (2007; wydanie polskie 2009 Nigora w zbiorze Zadie Smith przedstawia. Księga innych ludzi)